# Биатлон на зимните олимпийски игри 2010
Състезанията по биатлон на зимните олимпийски игри през 2010 г. се провеждат в Олимпийския парк в Уислър.
Най-много медали печелят френските биатлонисти — шест, следвани от норвежците и немците с по пет. Норвежците печелят най-много златни медали — три.
Оле Ейнар Бьорндален печели шестия си златен олимпийски медал (от щафетата), а Халвард Ханеволд става най-възрастният биатлонист, печелил златен медал (също от щафетата) – на 40 години. 

## Дисциплини

### Спринт жени
Спринтът от 7,5 км. на жените се провежда на 13 февруари 2010. Победителка е словашката състезателка Анастасия Кузмина, последвана от немкинята Магдалена Нойнер и французойката Мари Дорен. Кузмина и Нойнер правят по една грешка в стрелбата, Кузмина — в положение легнал, а Нойнер — в положение прав, докато Дорен стреля безгрешно. Това е първият златен медал от зимни олимпийски игри на Словакия. Българската представителка Нина Кадева-Кленовска финишира на 62-ро място от 88 състезатели с три грешки в стрелбата и време 22:32.4 минути. Това класиране не ѝ позволява да участва в преследването. 
| Място | Име                   | Държава  | Време       | Грешки |
| ----- | --------------------- | -------- | ----------- | ------ |
| 01    | Анастасия Кузмина     | Словакия | 19:55.6     | 1+0    |
| 02    | Магдалена Нойнер      | Германия | + 1.5 сек   | 0+1    |
| 03    | Мари Дорен            | Франция  | + 10.9 сек  | 0+0    |
| 62    | Нина Кадева-Кленовска | България | +2:36.8 мин | 1+2    |

### Спринт мъже
Спринтът от 10 км на мъжете се провежда на 14 февруари 2010 г. Състезанието се провежда при променливи метеорологични условия, които облагодетелстват състезателите, които стартират първи. Само двама от първите десет в класирането са сред първите десет в генералното класиране за световната купа. Изненадващ победител е французинът Венсан Же, следван от норвежеца Емил Хегле Свендсен и хърватина Яков Фак. Това е първи медал в състезания по биатлон на олимпийски игри за Хърватска. Българските представители Красимир Анев, Михаил Клечеров, Мирослав Кенанов и Владимир Илиев завършват съответно на 25, 59, 82 и 83 място от 88 състезатели, като правят съответно 0, 0, 1 и 3 грешки при стрелбата. 
| Място | Име                 | Държава  | Време   | Грешки |
| ----- | ------------------- | -------- | ------- | ------ |
| 01    | Венсан Же           | Франция  | 24:07.8 | 0+0    |
| 02    | Емил Хегле Свендсен | Норвегия | +12.2   | 1+0    |
| 03    | Яков Фак            | Хърватия | + 14.0  | 0+0    |
| 25    | Красимир Анев       | България | 26:09.1 | 0+0    |
| 59    | Михаил Клечеров     | България | 27:23.1 | 0+0    |
| 82    | Мирослав Кенанов    | България | 28:40.2 | 1+0    |
| 83    | Владимир Илиев      | България | 28:45.0 | 1+2    |

### Преследване жени
Преследването от 10 км на жените се провежда на 16 февруари 2010. Състезателките стартират по реда на финиширане на спринта, като право на участие имат първите 60 от спринта.
Анастасия Кузмина и Магдалена Нойнер стартират с две секунди разлика. До втората стрелба се движат заедно. Тогава Кузмина греши и изостава с 23.6 секунди, поради наказателната обиколка. На третата стрелба грешат и двете, а на четвъртата греши само Нойнер, но с по-бързо бягане печели състезанието. Бронзова медалистка е Мари Лор Брюне, която стартира шеста, на 28 секунди след Кузмина, но не прави нито една грешка при четирите стрелби. 
| Място | Име               | Държава  | Време      | Грешки  |
| ----- | ----------------- | -------- | ---------- | ------- |
| 01    | Магдалена Нойнер  | Германия | 30:16.0    | 0+0+1+1 |
| 02    | Анастасия Кузмина | Словакия | +12.3 сек. | 0+1+1+0 |
| 03    | Мари Лор Брюне    | Франция  | +28.3 сек. | 0+0+0+0 |

### Преследване мъже
Преследването от 12,5 км на мъжете се провежда на 16 февруари 2010. Състезателите стартират по реда на финиширане на спринта, като право на участие имат първите 60 от спринта.
Победител е шведът Бьорн Фери, който стартира осми на 1:12 мин. след победителя спринта Венсан Же. Сребърен медалист е австриецът Кристоф Суман, който стартира 12-и на 1:25 мин. след Венсан Же. Же печели бронзовия медал. Това е втори златен олимпийски медал за Швеция в биатлона след този на Клас Лестандер от Олимпиадата в Скуо Вали през 1960 г. 
| Място | Име             | Държава  | Време   | Грешки  |
| ----- | --------------- | -------- | ------- | ------- |
| 01    | Бьорн Фери      | Швеция   | 33:38.4 | 0+0+0+1 |
| 02    | Кристоф Зуман   | Австрия  | +16.5   | 0+0+1+1 |
| 03    | Венсан Же       | Франция  | +28.2   | 0+0+1+1 |
| 44    | Михаил Клечеров | България | +3:29.7 | 0+0+0+0 |
| 45    | Красимир Анев   | България | +3:45.8 | 2+0+0+1 |

### Индивидуален старт жени
Индивидуалният старт от 15 км на жените се провежда на 18 февруари 2010. Победителка е норвежката Тура Бергер, която прави една грешка в стрелбата с последния си изстрел. Сребърна медалистка е казахстанката Елена Хрустальова без грешки в стрелбата, а третото място печели беларуската състезателка Дария Домрачова с една грешка във втората стрелба. Българската представителка Нина Кленовска завършва на 48-о място с три грешки в стрелбата.
| Място | Име               | Държава   | Време   | Грешки  |
| ----- | ----------------- | --------- | ------- | ------- |
| 01    | Тура Бергер       | Норвегия  | 40:52.8 | 0+0+0+1 |
| 02    | Елена Хрустальова | Казахстан | 41:13.5 | 0+0+0+0 |
| 03    | Дария Домрачова   | Беларус   | 41:21.0 | 0+1+0+0 |
| 48    | Нина Кленовска    | България  | 45:49.8 | 0+1+1+1 |

### Индивидуален старт мъже
Индивидуалният старт от 20 км на мъжете се провежда на 18 февруари 2010. Победител е норвежецът Емил Хегле Свендсен, който преди това печели сребърният медал в спринта. Второто място заемат с еднакво време сънародникът му Оле Ейнар Бьорндален и беларусинът Сергей Новиков. Най-добре от четиримата български представители се класира Красимир Анев — на 25-о място, което се счита за добро представяне. 
| Място | Име                  | Държава  | Време   | Грешки  |
| ----- | -------------------- | -------- | ------- | ------- |
| 01    | Емил Хегле Свендсен  | Норвегия | 48:22.5 | 0+0+0+1 |
| 02    | Оле Ейнар Бьорндален | Норвегия | 48:32.0 | 0+1+0+1 |
| 02    | Сергей Новиков       | Беларус  | 48:32.0 | 0+0+0+0 |
| 25    | Красимир Анев        | България | 52:09.2 | 0+2+0+0 |
| 63    | Михаил Клечеров      | България | 54:54.6 | 1+1+1+0 |
| 79    | Владимир Илиев       | България | 57:37.8 | 2+1+1+1 |
| 84    | Мартин Богданов      | България | 58:29.6 | 1+2+0+1 |

### Масов старт мъже
Масовият старт на 15 км на мъжете се провежда на 21 февруари 2010. Състезанието включва четири стрелби — първите две в положение легнал, последните две — в положение прав. Златен медалист е руснакът Евгений Устюгов пред французинът Мартен Фуркад и словакът Павол Хурайт. Това е първи златен медал за руски биатлонист от Олимпиадата в Лилехамер през 1994 г. 
| Място | Име             | Държава  | Време   | Грешки  |
| ----- | --------------- | -------- | ------- | ------- |
| 01    | Евгений Устюгов | Русия    | 35:35.7 | 0+0+0+0 |
| 02    | Мартен Фуркад   | Франция  | +10.5   | 2+0+0+1 |
| 03    | Павол Хурайт    | Словакия | +16.6   | 0+0+0+0 |

### Масов старт жени
Масовият старт на 12,5 км на жените се провежда на 21 февруари 2010. Състезанието включва четири стрелби — първите две в положение легнал, последните две — в положение прав. Златният медал печели Магдалена Нойнер, която преди това печели преследването и завършва втора в спринта. Сребърният медал печели рускинята Олга Зайцева, а бронзовия — немкинята Зимоне Хаусвалд. 
| Място | Име              | Държава  | Време   | Грешки  |
| ----- | ---------------- | -------- | ------- | ------- |
| 01    | Магдалена Нойнер | Германия | 35:19.6 | 1+0+1+0 |
| 02    | Олга Зайцева     | Русия    | +5.5    | 0+0+1+0 |
| 03    | Зимоне Хаусвалд  | Германия | +7.3    | 0+0+2+0 |

### Щафета жени
Щафетата на жените от 4 х 6 км се провежда на 23 февруари 2010. Печели щафетата на Русия (шампион от Торино 2006), пред тези на Германия и Франция. Немската щафета е без двукратната олимпийска шампионка Магдалена Нойнер, която не участва, за да даде възможност на петата състезателка в немския отбор, Мартина Бек, да спечели медал. 
| Място | Име                                                               | Държава  | Време     | Грешки |
| ----- | ----------------------------------------------------------------- | -------- | --------- | ------ |
| 01    | Светлана Слепцова Ана Богали-Титовец Олга Медведцева Олга Зайцева | Русия    | 1:09:36.3 | 0+5    |
| 02    | Мари Брюне Силви Бекар Мари Дорен Сандрин Баи                     | Франция  | 1:10:13.4 | 0+5    |
| 03    | Кати Вилхелм Зимоне Хаусвалд Мартина Бек Андреа Хенкел            | Германия | 1:10:09.1 | 2+8    |

### Щафета мъже
Щафетата на мъжете от 4 х 7,5 км се провежда на 26 февруари 2010. Печели отбора на Норвегия, пред тези на Австрия и Русия. Българската щафета завършва на 16-о място. Германската щафета, която неизменно е сред медалистите от въвеждането на щафетата в олимпийската програма през 1968 и е златен медалист от Торино 2006, завършва на пето място. 
| Място | Име                                                                 | Държава  | Време     | Грешки |
| ----- | ------------------------------------------------------------------- | -------- | --------- | ------ |
| 01    | Халвард Ханеволд Тарей Бьо Емил Хегле Свендсен Оле Ейнар Бьорндален | Норвегия | 1:21:38.1 | 0+7    |
| 02    | Симон Едер Даниел Мезотич Доминик Ландертингер Кристоф Суман        | Австрия  | 1:22:16.7 | 1+8    |
| 03    | Иван Черезов Антон Шипулин Максим Чудов Евгени Устюгов              | Русия    | 1:22:16.9 | 0+4    |
| 16    | Михаел Клечеров Владимир Илиев Мирослав Кенанов Красимир Анев       | България | 1:29:39.7 | 0+9    |